# Казальбуттано-ед-Уніті
Казальбуттано-ед-Уніті (італ. Casalbuttano ed Uniti) — муніципалітет в Італії, у регіоні Ломбардія,  провінція Кремона.
Казальбуттано-ед-Уніті розташоване на відстані близько 430 км на північний захід від Рима, 65 км на схід від Мілана, 14 км на північ від Кремони.

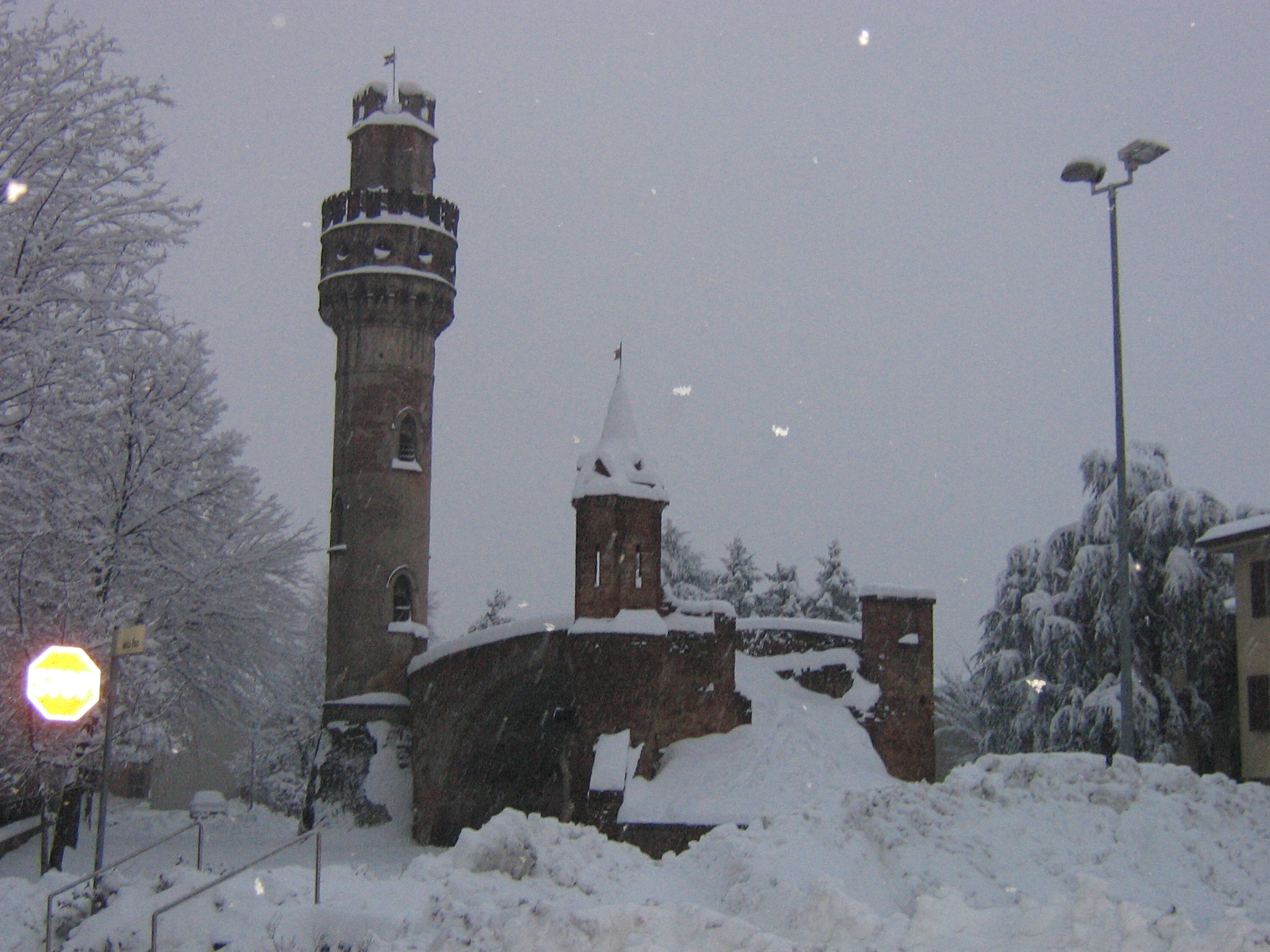

Населення — 3969 осіб (2014).
Покровитель — святий Юрій.

## Демографія
Населення за роками:

Станом на 1 січня 2023 року в муніципалітеті офіційно проживали 502 іноземці з 33 країн, серед них 79 громадян країн Євросоюзу та 10 громадян України.

## Сусідні муніципалітети
- Бордолано
- Казальморано
- Кастельверде
- Кастельвісконті
- Корте-де'-Кортезі-кон-Чиньйоне
- Ольменета
- Падерно-Понк'єллі
- Поццальйо-ед-Уніті